# Altillac
Altillac is een gemeente in het Franse departement Corrèze (regio Nouvelle-Aquitaine) en telt 839 inwoners (2005). De plaats maakt deel uit van het arrondissement Tulle.

## Geografie
De oppervlakte van Altillac bedraagt 25,0 km², de bevolkingsdichtheid is 33,6 inwoners per km².
De onderstaande kaart toont de ligging van Altillac met de belangrijkste infrastructuur en aangrenzende gemeenten.

## Demografie
Onderstaande figuur toont het verloop van het inwonertal (bron: INSEE-tellingen).